# Wels
Wels é uma cidade e município da Áustria localizado no estado de Alta Áustria. Wels é uma cidade estatutária, ou seja, possui estatuto de distrito. Era conhecida como Municipium Ovilava durante o período romano.

## História
Os ilírios e os celtas são os primeiros povos documentados. Cinco séculos de dominação romana se seguiram a partir de 15 AC. Ovilava, fundada sob o imperador Adriano, tinha uma extensão de 90 hectares, as muralhas da cidade tinham 4 km de extensão, com uma população de 18 000 habitantes e um grande território fronteiriço. No início do século V. a cristianização da população ocorreu e em 600 DC os bávaros imigraram para lá. Em 776 a primeira menção de castrum uueles é encontrada em documentos. Foi elevado a mercado em 1215 por Leopoldo VI dos Babenbergs e em 1222 à cidade de Wels. Nos anos seguintes, governantes como Rodolfo IV de Habsburgo ou Duque Albrecht III deixou uma forte marca na cidade. Em 12 de janeiro de 1519, o imperador Maximiliano morreu no castelo de Wels. No final do século XVI, no início da contra-reforma, os cidadãos ricos deixaram a cidade; as Guerras dos Camponeses e a Guerra dos Trinta Anos foram a causa do declínio econômico de Wels. No século XVIII. o centro da cidade tornou-se barroco. Durante a Segunda Guerra Mundial, um subcampo do campo de concentração de Mauthausen foi localizado aqui. Na primeira metade do século XIX. a ferrovia de cavalos e muitas plantas industriais foram construídas. A partir de 1948 o crescimento de Wels recomeçou e em 1964 recebeu seu próprio estatuto.

## Personalidades
- Julius Wagner von Jauregg (1857-1940), Prémio Nobel de Fisiologia ou Medicina de 1927